# Марьевка (Неклиновский район)
Ма́рьевка — село в Неклиновском районе Ростовской области.
Входит в состав Андреево-Мелентьевского сельского поселения.

## География
Село находится на расстоянии 27 км к юго-западу от села Покровское, административного центра района, и 74 км к западу от города Ростов-на-Дону, административного центра области.

## История
Деревня с прилегающими землями принадлежала премьер-майору Маргариту Мануиловичу Блазо, греко-албанскому переселенцу, осевшему в Таганроге и получившему эти земли в 1783 году. После его смерти Марьевка с окрестностями отошла к его дочери Марии Маргаритовне.

## Население
| 2010 |
| ---- |
| 547  |

## Улицы
- ул. Ленина,
- ул. Мирная,
- ул. Молодёжная,
- ул. Октябрьская,
- ул. Первомайская.

## Топографические карты
- Лист карты L-37-18 Матвеев  Курган. Масштаб: 1 : 100 000. Состояние местности на 1983 год. Издание 1999 г.